# Per Köhler
Per Köhler, född 5 mars 1785 i Ekeby församling, Östergötland, död 30 november 1810 i Stockholm, var en svensk konstnär. 

## Biografi
Köhler föddes 1785 på Boxholms bruk i Ekeby socken. Han var son till knippsmeden Per Köhler och Stina Boberg.
Köhler utbildade sig först till knippsmed men ändrade inriktning och på uppmuntran av Pehr Hörberg som även blev hans första konstlärare. Han studerade vid Konstakademin i Stockholm samt för Jacob Axel Gillberg. Under sin tid vid akademien tilldelades han sex olika pris. Han är representerad vid Nationalmuseum med miniatyrporträtt vid Örebro läns museum och Norrköpings konstmuseum.